# Julio Velázquez
Julio Velázquez Santiago (Salamanca, 5 de outubro de 1981) é um treinador de futebol profissional espanhol.

## Treinador
Julio Velázquez Iniciou nas categoria de base do San Nicolás, e foi ascendendo nas divisões inferiores do futebol espanhol.

### Udinese
Assumiu o comando da equipe para a temporada 2018-2019. Foi demitido em 13 de Novembro de 2018, por maus resultados.